# Campeonato Piauiense de Futebol de 1975
O Campeonato Piauiense de Futebol de 1975 foi o 35º campeonato de futebol do Piauí. A competição foi organizada pela Federação Piauiense de Desportos e os campeões foram o Ríver e o Tiradentes.
Participaram do torneio River, Flamengo, Piauí, Tiradentes, Fluminense, Botafogo, Comercial, Parnahyba e Auto Esporte.

## Premiação
| Campeonato Piauiense de Futebol de 1975 |
| --------------------------------------- |
| RÍVER Campeão (16º título)              |

| Campeonato Piauiense de Futebol de 1975 |
| --------------------------------------- |
| TIRADENTES Bicampeão (3º título)        |